# Шеберта (посёлок железнодорожной станции)
Шеберта — посёлок при железнодорожной станции Шеберта в Нижнеудинском районе Иркутской области. Входит в состав Шебертинского муниципального образования.

## География
Посёлок расположен при одноимённой станции Транссибирской магистрали, в 65 км от Нижнеудинска в 50 км от Тулуна. Вдоль северной окраины посёлка проходит федеральная автодорога Р255 «Сибирь»

## История
В посёлке в советское время находилось хранилище ГСМ, работало предприятие Заготзерно.

## Население
| 2002 | 2010 | 2011 | 2012 |
| ---- | ---- | ---- | ---- |
| 478  | ↘338 | ↘337 | ↗344 |

## Инфраструктура
Основа экономики — обслуживание путевого хозяйства Восточно-Сибирской железной дороги. Действует станция Шеберта. На станции 5 путей, все электрифицированы, ранее был шестой. В западной горловине станции от пятого пути начинался путь на Вершинский леспромхоз, сейчас путь тупиковый, в восточной горловине от первого пути отходит путь на Заготзерно и ранее работавший склад ГСМ. В 2010—2011 годах был отремонтирован вокзал, произведён ремонт платформ.

## Транспорт
На станции ежедневно останавливается скорый поезд № 87/88 Иркутск — Усть-Илимск, два раза в день останавливаются пригородные электропоезда Нижнеудинск — Тулун и Тулун — Нижнеудинск.